# Vicki Baum
Hedwig Baum, detta Vicki (in ebraico  ויקי באום ‎?; Vienna, 24 gennaio 1888 – Los Angeles, 29 agosto 1960), fu una scrittrice e sceneggiatrice ebrea della prima metà del XX secolo; austriaca di nascita, lasciò il suo Paese d'origine a causa delle leggi razziali ed emigrò negli Stati Uniti, di cui divenne cittadina.
Autrice di oltre cinquanta fra romanzi e racconti, fra i quali almeno dieci adattati per film di Hollywood (fra gli altri Ragazze folli del 1955), è considerata uno dei primi scrittori di epoca moderna autori di best seller e i suoi libri sono reputati fra i più importanti della letteratura contemporanea. Nelle sue opere, caratterizzate dall'intreccio avvincente e dall'accurato studio ambientale, volle indicare la soluzione dei problemi del mondo contemporaneo nell'amore e nella comprensione.
Tra i suoi lavori più noti figura Menschen im Hotel, suo primo successo internazionale, da cui fu tratto il soggetto del film del 1932 Grand Hotel con Greta Garbo e Joan Crawford.
In Italia è stata tradotta, fra gli altri, da Lavinia Mazzucchetti e Mario Benzi.

## Biografia
Baum nacque in una famiglia di religione ebraica.
Iniziò la carriera artistica come suonatrice di arpa.
Studiò al conservatorio musicale di Vienna e suonò poi per tre anni in un'orchestra in Germania. Lavorò poi come giornalista per il periodico Berliner Illustrirte Zeitung, pubblicato a Berlino da Ullstein-Verlag.
Iniziò a scrivere per diletto fin dall'infanzia ma pubblicò il suo primo libro, Frühe Schatten, solo a trentuno anni. Il successo le derivò dalla pubblicazione, nel 1929, del romanzo Menschen im Hotel, da cui fu tratto il film premio Oscar del 1932 con Greta Garbo. Emigrò negli Stati Uniti con la famiglia al tempo in cui fu invitata a scrivere la sceneggiatura del film che si voleva ricavare dal suo romanzo di maggiore successo.
Baum - morta di leucemia a Hollywood nel 1960 - visitò Bali nel 1935 e, sulla base di quel viaggio, scrisse Liebe und Tod auf Bali (Un racconto da Bali) che ebbe pubblicazione nel 1937. Il libro narrava di una famiglia che era stata coinvolta nel massacro di Bali del 1906.
I suoi testi successivi alla seconda guerra mondiale sono stati scritti prevalentemente in lingua inglese piuttosto che in lingua tedesca. Durante la prima guerra mondiale lavorò per qualche tempo come infermiera.
È stata sposata due volte: dal 1914 con Max Prels, giornalista austriaco che la introdusse sulla scena culturale viennese, e, dal 1916, con Richard Lert, direttore d'orchestra e già suo amico d'infanzia.
La sua autobiografia, It Was All Quite Different, è stata pubblicata postuma nel 1964.

## Opere
- 1919: Frühe Schatten
- 1920: Der Eingang zur Bühne
- 1921: Die Tänze der Ina Raffay
- 1922: Die anderen Tage (Novelle)
- 1923: Die Welt ohne Sünde
- 1924: Ulle der Zwerg
- 1926: Tanzpause
- 1927: Hell in Frauensee
- 1927: Feme
- 1928: Stud. chem. Helene Willfüer
- 1929: Menschen im Hotel (Grand Hotel)
- 1930: Zwischenfall in Lohwinkel (Tutti matti a Lohwinckel)
- 1930: Miniaturen
- 1931: Pariser Platz 13
- 1932: Leben ohne Geheimnis
- 1935: Das große Einmaleins (Rendezvous in Paris)
- 1936: Die Karriere der Doris Hart
- 1937: Liebe und Tod auf Bali (Love and death on Bali).[1]
- 1937: Hotel Shanghai (Shanghai 37)
- 1937: Der große Ausverkauf. Amsterdam: Querido 1937[2]
- 1939: Die große Pause
- 1940: The Ship and the shores / Es begann an Bord
- 1943: Kautschuk / Cahuchu, Strom der Tränen (The weeping wood)
- 1943: Hotel Berlin/ Hier stand ein Hotel
- 1946: Mortgage on Life/ Verpfändetes Leben / C'è ancora il paradiso[3]
- 1947: Schicksalsflug
- 1949: Clarinda
- 1951: Vor Rehen wird gewarnt (Danger from Deer)
- 1953: The Mustard Seed
- 1953: Kristall im Lehm
- 1954: Marion
- 1956: Flut und Flamme (Written on water)
- 1957: Die goldenen Schuhe (Theme for Ballett)
- 1962: Es war alles ganz anders

### Traduzioni in italiano
- Grand Hôtel, «I romanzi della vita moderna» 10, Bemporad, Firenze (1932)
- Elena Willfüer, studentessa in chimica, «I romanzi della palma» 4, Arnoldo Mondadori Editore, Verona (1932)
- Il lago delle vergini, «I romanzi della palma» 15, Arnoldo Mondadori Editore, Verona (1933)
- Tutti matti a Lohwinckel, «I romanzi della palma» 20, Arnoldo Mondadori Editore, Verona (1933)
- Vita senza mistero, «I romanzi della palma» 27, Arnoldo Mondadori Editore, Verona (1933)
- La via del palcoscenico, «I romanzi della palma» 43, Arnoldo Mondadori Editore, Verona (1934)
- Le danze di Ina Kaffay, «I romanzi della palma» 55, Arnoldo Mondadori Editore, Verona (1934)
- La via del palcoscenico, «Collana universale» 6, Edizioni Mediolanum, Milano (1934)
- Non si sa mai, «I romanzi della palma» 90, Arnoldo Mondadori Editore, Verona (1936)
- Il nano Ulle, «I romanzi della palma» 87, Arnoldo Mondadori Editore, Verona (1936)
- La carriera di Doris Hart, «I romanzi della palma» 100, Arnoldo Mondadori Editore, Verona (1937)
- Si liquida, «I romanzi della palma» 110, Arnoldo Mondadori Editore, Verona (1938)
- Marion, «Omnibus», Arnoldo Mondadori Editore, Milano (1947)
- Caucciù, (Kautschuk), Arnoldo Mondadori Editore, Milano (1950)
- I pescecani del Pacifico (Flut und Flamme),  Arnoldo Mondadori Editore, Milano (1960)
- Grand Hotel, «I Libri del Pavone» 299-300, Arnoldo Mondadori Editore, Milano (1962)

## Filmografia
- Grand Hotel (Menschen im Hotel), regia di Edmund Goulding (1932)
- Dance, Girl, Dance, regia di Dorothy Arzner (1940)
- Hotel Berlin, regia di Peter Godfrey (1945)
- Weekend at the Waldorf (Weekend im Waldorf), regia di Robert Z. Leonard (1945)
- La belle que voilà (Die Karriere der Doris Hart), regia di Jean Pierre Le Chanois (1949)
- L'amante di una notte (Le château de verre), regia di René Clément (1950)
- L'aiguille rouge (Verträumte Tage), regia di Emil E. Reinert (1950)
- Ragazze folli (Reif auf jungen Blüten), regia di Marc Allégret (1955)
- Studentin Helene Willfüer, regia di Rudolf Jugert (1956)
- Liebe, regia di Horst Hächler (1956)
- Grand Hotel (Menschen im Hotel ), regia di Gottfried Reinhardt (1959)